# 索尼NEX-5R
索尼 NEX-5R是索尼于2012年8月29日发布的一款α品牌電子式取景可換鏡頭相機。作为NEX-5N的升级产品，在外观上NEX-5R与前者的整体保持一致。NEX-5R在NEX-5N的基础之上加入了NEX-F3最早采用的向上翻转180°的显示屏（NEX-5与NEX-5N仅支持向上翻转80°），与F3不同的是5R的翻转屏依旧支持向下翻转45°；并加入了NEX-7也同样采用的滚轮，与7不同的是5R仅有一个调节滚轮。同时首次在该系列相机上引入wifi连结功能。